# Tuneiras do Oeste
Tuneiras do Oeste is een gemeente in de Braziliaanse deelstaat Paraná. De gemeente telt 8.777 inwoners (schatting 2009).

## Verkeer en vervoer
De plaats ligt aan de wegen BR-487 en PR-479.